# Hendra vírus
A Hendra vírus, tudományos nevén Hendra henipavirus, egy denevérek által terjesztett vírus, amely lovakat és embereket is képes halálosan fertőzni. A lovak közt Ausztráliában számos járványt okozott. A Hendra vírus a Henipavirus nemzetségbe tartozik, amely tartalmazza a Nipah henipavírust is, amely szintén helyi járványokat okozott. A Hendra vírus a Henipavirus típusfaja.

## Patológia
A Hendra vírussal megfertőződött repülőkutyák esetén először a véráramba kerül a vírus, majd azt vizeletükkel, ürülékükkel és nyálukkal ürítik ki közel egy héten át. Más tüneteket nem mutatnak. A Hendra vírus-fertőzés tünetei embernél lehetnek tüdőödéma és -vérzés, vagy bizonyos esetekben vírusos agyhártyagyulladás. A lovaknál a fertőzés általában tüdőödémát, congestiót és neurológiai betegségeket okoz.
A B2-es efrint azonosították a henipavírusok fő receptoraként.

## Fordítás
Ez a szócikk részben vagy egészben  a   Hendra virus című angol Wikipédia-szócikk fordításán alapul.  Az eredeti cikk szerkesztőit annak laptörténete sorolja fel. Ez a jelzés csupán a megfogalmazás eredetét és a szerzői jogokat jelzi, nem szolgál a cikkben szereplő információk forrásmegjelöléseként.